# ماهر هوساوی
ماهر هوساوی (انگلیسی: Maher Hawsawi؛ زادهٔ ۴ نوامبر ۱۹۹۲) یک ورزشکار اهل عربستان سعودی است.
از باشگاه‌هایی که در آن بازی کرده‌است می‌توان به باشگاه فوتبال الشعله عربستان سعودی و باشگاه فوتبال الرائد عربستان سعودی اشاره کرد.